# Pteropus lylei
Pteropus lylei — вид рукокрилих, родини Криланових.

## Опис
Розмах крил: 90 см. Довжина черепа: 6,1–6,6 см. Вага 390–480 грамів. Має довгу темну морду, великі очі й кільце оранжевої шерсті навколо шиї. Крила і зад темно-коричневого або чорного кольору. Низ тіла від глибокого темно-коричневого кольору до світлого жовто-коричневого. Груди і живіт мають чорно-коричневий колір.

## Поширення
Країни поширення: Камбоджа, Китай, Таїланд, В'єтнам. Утворює великі колонії на деревах, які можуть стати позбавлені листя від діяльності цих криланів. Харчується в садах і розглядається як серйозний шкідник в Таїланді. Зустрічається в мангрових лісах у В'єтнамі. Вид також може мешкати в селах або навіть великих міських мегаполісах, таких як Бангкок. Вид, як правило, лаштує сідала в храмах всередині міських районів.

## Харчування
Дієта в основному складається зі стиглих фруктів. Тим не менш, цей вид також харчуються нектаром, пилком і квітами. 

## Поведінка
Вид веде нічний спосіб життя. Крилани не впадають в сплячку. Замість цього, P. lylei виробляє тепло від тремтіння, яке зберігає температуру тіла від 33 до 37 градусів за Цельсієм.

## Загрози та охорона
Втрата середовища проживання (вирубки лісів і проекти будівництва) є серйозною загрозою для населення. Фермери також становлять загрозу, бо вони вважають P. lylei шкідником сільськогосподарських культур, в результаті чого переслідують цей вид. Немає відомих популяцій в межах територій, що охороняються у В'єтнамі або Камбоджі. Тим не менш, цей вид знаходиться під захистом ченців у Таїланді, де P. lylei лаштує сідала в храмових дахах.